# Förenta nationernas konferens om miljö och utveckling 1992
Förenta nationernas konferens om miljö och utveckling (på engelska: United Nations Conference on Environment and Development, UNCED), även känd som Riokonferensen, Earth Summit eller ECO-92, var en FN-konferens som hölls i Rio de Janeiro i Brasilien 3–14 juni 1992. Konferensen var en uppföljning av Förenta Nationernas konferens om mänsklig miljö i Stockholm 1972.  Den konferensen ökade i hög grad medvetenheten om miljöfrågornas betydelse. Väsentliga miljörättsliga principer antogs och ett stort antal länder skapade eller förstärkte miljölagar och miljömyndigheter. FN:s miljöprogram (UNEP) skapades med säte i Nairobi och uppgift att samordna internationella miljöinsatser.

## Bakgrund
Miljöfrågornas ökade betydelse för världens utveckling ledde till att FN:s generalförsamling 1983 tillsatte en oberoende kommission för miljö och utveckling under ordförandeskap av den norske politikern Gro Harlem Brundtland. I mars 1987 lades Brundtlandrapporten fram med titeln "Vår gemensamma framtid". Den lanserade begreppet hållbar utveckling (en. sustainable development) som definierades som en utveckling som tillgodoser dagens behov utan att äventyra kommande generationers möjligheter att tillgodose sina behov. Kommissionen föreslog en rad åtgärder för att åstadkomma en sådan utveckling och att en ny internationell konferens skulle sammankallas. 
På svenskt initiativ och efter långvariga förhandlingar beslöt FN:s generalförsamling i december 1989 att en konferens om miljö och utveckling skulle hållas i juni 1992 i Brasilien. Resolutionen utpekade de ohållbara produktions- och konsumtionsmönstren, främst i i-länderna, som huvudorsak till den ständigt fortskridande globala miljöförstöringen. Konferensens mål angavs till att främja en hållbar utveckling i alla länder. Miljöfrågorna skulle behandlas i sammanhang med den ekonomiska och sociala utvecklingsprocessen. En förberedande kommitté upprättades, öppen för alla stater och med uppgift att utforma utkast till konferensens beslut. Den förberedande kommittén höll med stort deltagande fem möten 1990-1992, varav det sista i New York under fem veckor i mars-april 1992, och förhandlade fram beslutstexter till konferensen: en principdeklaration, ett handlingsprogram och ett uttalande om skogsfrågor. Oenighet kvarstod i en hel del frågor. Parallellt med den förberedande kommittén fanns två särskilda kommittéer med uppgift att framförhandla konventioner som öppnades för undertecknande på konferensen, en om klimatförändringarna och en om biologisk mångfald.

## Konferensen
Vid själva konferensen deltog 181 stater, i allmänhet på ministernivå, samt EG. Vid det avslutande toppmötet deltog stats- och regeringschefer från 120 länder. Den svenska delegationen leddes av statsminister Carl Bildt med miljöminister Olof Johansson som vice ordförande. Konferensen organiserades i en plenarförsamling, vid vilken en generaldebatt och en allmän debatt på stats- och regeringschefsnivå ägde rum, och en huvudkommitté för förhandlingar i frågor utestående från den förberedande kommittén. Samtidigt som den officiella konferensen anordnades ett globalt forum på annan plats i Rio de Janeiro med tiotusentals deltagare. Förhandlingarna i huvudkommittén var konstruktiva men vissa motsättningar kunde övervinnas först under en avslutande session som förlängdes under en hel natt. Till slut antogs alla konferensens beslut i enighet.

## Resultat
I jämförelse med konferensen i Stockholm 1972 lyckades Rio-konferensen 1992 i betydligt högre grad konkretisera de internationella åtgärderna för att uppnå en hållbar utveckling.
På två särskilt viktiga områden resulterade Rio-konferensen till och med i bindande konventioner: 
- Klimatkonventionen innehåller genomarbetade allmänna förpliktelser att begränsa utsläppen av växthusgaser, ett maskineri för fortsatt arbete och en finansiell mekanism. Under konferensen undertecknades konventionen av 153 stater plus EG.[4]. De årliga klimattoppmöten som hållits sedan dess är formellt möten med klimatkonventionens part (COP, Conference of the Parties).

- Konventionen om biologisk mångfald innebär att de genetiska resurserna utgör staternas nationella tillgångar och att insamling av genetiskt material skall grundas på avtal mellan parterna till konventionen. Samtidigt skall parterna åta sig att underlätta flödet av genetiska resurser av stor betydelse för den framtida forskningen och utvecklingen av bl.a. växtförädling och medicinsk forskning. U-länder med stora genetiska resurser kommer enligt konventionen att få ersättning för deras utnyttjande och en finansiell mekanism inrättades också för att bistå u-länder i deras arbete att bevara biologisk mångfald. Även denna konventionen undertecknades på konferensen av 153 stater plus EG och ett stort antal uppföljningsmöten har hållits.

Den antagna Principdeklarationen, även kallad Rio-deklarationen, reflekterar väl grundläggande principer i det internationella miljösamarbetet, såsom försiktighetsprincipen, internalisering av miljökostnader, förorenarens ansvar och förhindrande av överföring till andra länder av skadliga verksamheter eller ämnen. Den stadfäste att utvecklingen måste vara hållbar, betecknade miljöförstöring som ett säkerhetshot och klargjorde ett gemensamt men differentierat ansvar för jordens ekosystem.
Det antagna handlingsprogrammet (Agenda 21) var mycket omfattande. Ända in i det sista fanns bedömare som ansåg det orealistiskt att nå enighet om ett så detaljerat handlingsprogram men det lyckades till slut. Agenda 21 behandlar sociala och ekonomiska dimensioner, förvaltning av de fysiska resurserna, olika gruppers och kategoriers roller samt medel för genomförandet. Det innehåller 40 kapitel, många indelade i flera programområden. Det tar särskilt upp sambandet mellan fattigdom och miljö samt ohållbara konsumtions- och produktionsmönster. Även de ekonomiska förbindelserna mellan u-länder och i-länder behandlas. Begreppet Agenda 21 har flitigt kommit till användning för uppföljningsprogram i många länder, i Sverige inte minst på kommunal nivå.
Principuttalandet om skogsfrågor (Skogsprinciperna) syftar till ett hållbart utnyttjande av världens skogar vid vilket skogens alla funktioner.
Rio-konferensens resultat var även utrikespolitiskt betydelsefullt. Principdeklarationens 25:e princip klargör att fred, utveckling och miljöskydd är beroende av varandra och odelbara. Den ansluter till tanken på FN:s fredsbyggande verksamhet, vilken skall hjälpa till att skapa förhållanden som avlägsnar orsaker till krig och konflikter och dit hör definitivt miljöförstöring. Princip 26 säger direkt att miljötvister skall lösas fredligt. En specialfråga i Agenda 21 gällde sambandet mellan militär aktivitet och miljö.